# Blauer Madagaskarleguan
Der Blaue Madagaskarleguan (Oplurus fierinensis) ist eine Echsenart aus der Gattung Oplurus innerhalb der Familie der Madagaskarleguane (Opluridae). Er bewohnt in Inselpopulationen die Region um Toliara im südwestlichen Madagaskar.

## Merkmale
Der Blaue Madagaskarleguan erreicht eine Gesamtlänge von 28 cm, davon entfallen 18 cm auf den Schwanz. Der Körper ist kurz und untersetzt. Die kräftigen Beine bieten einen sicheren Halt auf den glatten Granitfelsen. Die Grundfarbe ist ein Grauton, der je nach Lichtintensität in ein Himmelblau mit einer strahlenden Leuchtkraft wechseln kann. Die Bauchseite ist einfarbig grau.

## Lebensraum
Der Blaue Madagaskarleguan ist ein reiner Felsbewohner. Er lebt in freistehenden felsigen Aufschlüssen in der heißen Savanne und in den undurchdringlichen Dornbuschwäldern. Die IUCN stuft die Art als nicht gefährdet (least concern) ein.

## Lebensweise
Von allen Madagaskarleguanen ist der Blaue Madagaskarleguan am besten an eine Lebensweise in den Felsen angepasst. Durch seine Färbung ist er auf den blaugrauen Felsen gut getarnt. Lokale Einheimische nennen diese Leguane „Lo-lam-ba-lo“, was grob übersetzt „Geist der Felsen“ bedeutet. Bei Gefahr suchen die Tiere Unterschlupf in kleinen Felsspalten.